# Maerten van den Velde
Maerten van den Velde, geboren als Martinus (Maerten) van Velden (Leiden, 30 april 1603 - aldaar, 6 april 1639) was een Nederlands priester en martelaar.

## Levensloop

### Jeugd en werk
Van den Velde werd geboren in Leiden op de hoek van de Kapelsteeg en de Maarsmansteeg als vierde kind van Joris Pieterszoon van Velden en Dievertje Jacobsdochter van Berckel. Pastoor Pauwels Claeszoon van de Velde, stichter van het Sint Salvatorhofje, behoorde tot zijn familie. Maerten volgde zijn priesteropleiding in Frankrijk. Hij werd in 1627 door bisschop Johannes Malderus in de Onze-Lieve-Vrouwekathedraal in Antwerpen tot priester gewijd. Zijn eerste mis las hij op 6 juni 1627 in de Sint-Jacobskerk aldaar. Hij trad tevens in dat jaar in het oratorium in Mechelen. Op  10 december 1635 werd hij benoemd tot eerste pastoor van Stompwijk, Zoeterwoude, Zoetermeer, Nootdorp en de Mariakapel in Wilsveen. Aan deze laatste bevorderde hij veel bedevaarten. De kapel werd in 1581 gesloopt.

### Gevangenschap en dood
Van den Velde las op 6 maart 1639 een mis in de kapel van Middelburg. Vlak na het begin van deze viering werd hij door schout Nicolaas Vermeyde met zijn bende overvallen. Hij werd door Vermeyde met een slag van een zwaard zwaar aan zijn hoofd verwond en in zijn gewaad naar een gevangenis in Gouda gebracht, waarna hij een dag later werd overgebracht naar een gevangenis in Den Haag. Hij werd voor 1300 carolusguldens vrijgekocht en door zijn ouders naar zijn ouderlijk huis in Leiden gebracht. Een maand later, op 6 april overleed hij ten gevolge van zijn verwondingen. Hij werd begraven in de Pieterskerk te Leiden.

## Trivia
- In Stompwijk is een basisschool naar hem vernoemd.

- Biografisch Portaal: 52730179
- Gemeinsame Normdatei: 1032279818
- Virtual International Authority File: 296320976